# 凯里耶克
凯里耶克（法語：Cayriech）是法国南部-比利牛斯大区 塔恩-加龙省的一个市镇，属于蒙托邦区 科萨德县。该市镇2009年时的人口 为277人。

## 人口
凯里耶克人口变化图示
| 数据来源：INSEE |